# 1987年中国中央电视台春节联欢晚会
1987年中国中央电视台春节联欢晚会（简称1987年央视春晚）是中国中央电视台于1987年1月28日（农历丙寅十二月廿九除夕）為慶祝兔年新年舉辦的綜藝性文藝晚會，于当晚19:35播出。由邓在军担任导演，李默然、王刚、李小玢、姜昆担任主持人。
随着央视将其总部迁址至中央电视台彩色电视中心，本届春晚改在中央电视台彩色电视中心内的1000平方米演播厅里进行直播。而本届春晚的导演邓在军喜欢发掘新人，此后在1988年的春晚亦采取同样的作法。中国大陆有媒体评价称本届春晚是最成功、最辉煌的一届。

## 节目单
| 序号 | 类型           | 节目名                                   | 表演者 |
| 1    | 开场歌舞       | ①《祝岁歌》 ②腰鼓演出 ③舞蹈演出          | 叶矛、廖莎 延安地区群众艺术馆 空军蓝天幼儿艺术团 |
| 2    | 相声           | 《巧对影联》                             | 刘伟、冯巩 |
| 3    | 戏曲小品       | 《孙二娘开店》                           | 游本昌、董元元、张寄蝶、孙绍东、朱世慧、莫元季、刘丰 |
| 4    | 歌曲           | 《小小的我》                             | 苏红 |
| 5    | 西藏民歌       | 《酒歌》                                 | 胡松华 |
| 6    | 动物小品       | 《家庭宴会》（录像）                     | 王明玉、李扬（配音） |
| 7    | 小品           | 《恩爱夫妻》                             | 王馥荔、陈裕德 |
| 8    | 演奏           | 《除夕圆舞曲》                           | 刘旭峰 |
| 9    | 歌曲           | 《送给你明天的太阳》、《我们见面又分手》 | 叶丽仪 |
| 10   | 相声           | 《学播音》                               | 笑林、李国盛 |
| 11   | 歌曲           | 《我爱五指山，我爱万泉河》               | 李双江 |
| 12   | 歌曲           | 《血染的风采》                           | 王虹、徐良 |
| 13   | 双簧京剧清唱   | 《汉宫惊魂》选段——《金钟响》             | 李光、葛存壮 |
| 14   | 相声           | 《虎口遐想》                             | 姜昆、唐杰忠 |
| 15   |                | 十佳运动员颁奖仪式                       | 宋世雄（主持） |
| 16   | 体育表演       | 《鞍马开花》                             | 李宁等 |
| 17   | 小魔术         | 《变兔》                                 | 冯京 |
| 18   | 歌曲           | 《春天在哪里》                           | 殷秀梅 |
| 19   | 相声小品       | 《拔牙》                                 | 赵连甲、王刚 |
| 20   | 录像           | 中学生服装表演                           | |
| 21   | 小品           | 《产房门前》                             | 郭达、杨蕾、高兰村、邹小茜 |
| 22   | 歌曲           | 《繁星从你眼前升起》                     | 王静 |
| 23   | 歌曲           | 《你会爱上它》                           | 彭丽媛 |
| 24   | 小串场         | 《音乐欣赏》                             | 笑林、刘亚津 |
| 25   | 歌曲           | 《三峡人家》                             | 蒋大为 |
| 26   | 相声           | 《打岔》                                 | 侯耀文、石富宽 |
| 27   |                | 猜猜看                                   | |
| 28   | 录像           | 抻面表演                                 | 北京饭店王造柱等 |
| 29   | 歌曲           | 《我是春风我是爱》                       | 郁钧剑 |
| 30   | 小串场         | 《卖鱼》                                 | 刘亚津 |
| 31   | 歌曲           | 《故乡的云》《冬天里的一把火》连唱       | 费翔 |
| 32   | 歌曲           | 《日月与星辰》                           | 董文华 |
| 33   | 相声           | 《五官争功》                             | 马季、赵炎、王金宝、冯巩、刘伟 |
| 34   | 民族团结大联唱 |                                          | 左纯、苏红、格桑曲珍（藏族）、克里木（维族）、赵琼霞（纳西族）、 赵玉衡（朝鲜族）、拉苏荣、金花（蒙古族）、马太萱（回族）、杜萍、张也、侯耀文（满族）、张德富、卢秀梅、安冬、曲比阿乌（彝族） |
| 35   | 歌曲           | 《春天的钟》                             | 胡晓晴 |
| 36   |                | 零点钟声                                 | |
| 37   |                | 尾声                                     | |



## 影响
- 美籍华人歌手费翔因演唱《故乡的云》和《冬天里的一把火》而在中国大陆迅速走红，唱片磁带销量达到3000万，此后还成为第一位在全国进行巡回演唱会的外籍歌手。
- 青年歌手苏红演唱的《小小的我》大受欢迎，苏红也成为内地炙手可热的歌星。
- 香港歌手叶丽仪的《送给你明天的太阳》曾流行一时[4]。
- 群口相声《五官争功》成为一个经典相声，在2009年春晚，马季的儿子马东曾出演由《五官争功》改编的群口相声《五官新说》。[5]

## 花絮
随着春晚知名度的提升，在1986年，央视规定每个春晚演员只能唱一首歌。而费翔原本唱两首歌的计划而搁置。但邓在军想促成一首慢歌、一首快歌的配搭。最后，音乐编辑曾文济把两首歌通过间奏编排在了一起，成了现在的《冬天里的一把火》。在本届春晚的直播现场，邓在军曾一度切换到全景，险些被领导处分。结果在观众看到的画面中，前半曲镜头有全景也有近景，但后半曲镜头只有近景。

## 奖项
- 全国电视文艺星光奖：特等奖、最佳编导奖（邓在军）[2]